# Autoridad marital
Autoridad marital, potestad marital o jefatura marital son expresiones de honda raigambre en el Derecho histórico y comparado, que hacen referencia al poder atribuido al marido sobre la persona y los bienes de la mujer que esta debe, por imposición, obedecer y respetar.
Fundamentada en diversos argumentos, entre los que predomina la idea de que la mujer es un ser inferior necesitado de la protección que el marido debe prestarle, la autoridad marital es, desde 1967, una manifestación de discriminación de la mujer que los Estados firmantes de la CEDAW están obligados a eliminar.

## Autoridad marital
La autoridad marital es, en el Derecho histórico y comparado, un principio incuestionado de organización que atribuye al marido el poder sobre la persona y bienes de la mujer, poder que cuya extensión varía según los diversos sistemas y modelos de potestad marital y de jefatura marital. En estos sistemas, la mujer casada quedaba obligada a someterse a la potestad del marido, tanto en el aspecto personal, a través del deber de obediencia, como en el patrimonial, a través de las limitaciones a su capacidad de obrar. Y ello, bien por considerarla menor de edad o incapaz para realizar actos jurídicos y celebrar contratos que redundaran en beneficio de la familia, bien por considerar necesario que en toda unidad familiar exista una autoridad marital que la dirija. Esta autoridad es la que se atribuye al marido, con mayor o menor extensión en función de la evolución legislativa.
En general, la autoridad marital conlleva el poder del marido de: fijar el domicilio con la correlativa obligación de la mujer de vivir en el domicilio del marido; cambio de nacionalidad de la mujer; administrar los bienes de la sociedad conyugal; representar a la mujer en juicio y otorgar la licencia marital.

## Licencia marital
La licencia marital es una manifestación de la autoridad marital y de la consideración de la mujer como un ser incapaz o menor de edad que, para poder realizar actos y contratos, necesita haber sido autorizada para ello por el marido. La licencia marital se precisa para que la mujer pueda enajenar sus bienes y en general, para  celebrar actos o contratos por los que adquiera obligaciones. Otro tipo de licencia marital es la laboral,  sin la que la  mujer no podía trabajar. También se precisa licencia para que la mujer pueda desarrollar actividades comerciales o mercantiles.

### Código Civil español
El artículo 57 del Código Civil español, estipulaba que “el marido debe proteger a la mujer y ésta obedecer al marido”. El artículo 58 establecía que el domicilio del marido sería el conyugal por lo que la mujer debía seguir al marido allí donde este hubiere fijado su domicilio. El Código de Comercio regulaba la licencia marital que precisaba la mujer para ejercer el comercio. El marido era el administrador único de la sociedad conyugal.

#### Permiso marital
El permiso marital consistía en la venia que la mujer casada debía obtener del marido para disponer de sus bienes parafernales. Común en los códigos Napoleónicos,estaba en el artículo 61 del Código Civil español de 1851 y pervivió hasta 1975.

#### La reforma del código civil de 1958
La ley de 1958no derogó la potestad marital, ni el deber de obediencia y en cuanto a la licencia marital, se reconoció capacidad a la mujer tanto pare ser testigo en los testamentos, como para desempeñar cargos tutelares.
En la exposición de motivos el legislador argumenta:

Se contempla, por tanto, la posición peculiar de la mujer casada en la sociedad conyugal, en la que, por exigencias de la unidad matrimonial, existe una potestad de dirección, que la naturaleza, la Religión y la Historia atribuyen al marido, dentro de un régimen en el que se recoge fielmente el sentido de la tradición católica que ha inspirado siempre y debe inspirar en lo sucesivo las relaciones entre los cónyuges.

La reforma promovida por Mercedes Formica limitó el poder marital al exigirse el consentimiento de la mujer en los actos dispositivos de inmuebles o establecimientos mercantiles. Respecto del patrimonio mobiliario no se requirió el consentimiento de la mujer, porque, según el legislador, la reforma tuvo el propósito de limitar en la mayor medida posible, las perturbaciones que en el tráfico jurídico puede introducir la obligada intervención de ambos cónyuges en los actos de disposición.

#### La reforma de 1975
La ley 14/1975 de 2 de mayo, fruto de la lucha feminista liderada por María Telo, reconoció la plena capacidad de obrar de la mujer casada, al establecer que el matrimonio no restringe la capacidad jurídica de ninguno de los cónyuges y suprimir la licencia marital. Derogó el deber de obediencia a la autoridad marital.

### Normas de derecho internacional
Desde 1967, la autoridad marital es una manifestación de discriminación de la mujer que los Estados firmantes de la CEDAW están obligados a eliminar
El artículo 6 de Declaración sobre la eliminación de la discriminación contra la mujer dispone :
"Deberán adoptarse medidas legislativas, para que la mujer, casada o no, tenga iguales derechos que el hombre en el campo del derecho civil y en particular: a) El derecho a adquirir, administrar y heredar bienes y a disfrutar y disponer de ellos, incluyendo los adquiridos durante el matrimonio; b) La igualdad en la capacidad jurídica y en su ejercicio; c) los mismos derechos que el hombre en la legislación sobre circulación de las personas. 2. Deberán adoptarse todas las medidas apropiadas para asegurar el principio de la igualdad de condición del marido y de la esposa."

Convención sobre la eliminación de todas las formas de discriminación contra la mujer en 1979
2. Los Estado Partes reconocerán a la mujer, en materias civiles, una capacidad jurídica idéntica a la del hombre y las mismas oportunidades para el ejercicio de esa capacidad. En particular, le reconocerán a la mujer iguales derechos para firmar contratos y administrar bienes y le dispensarán un trato igual en todas las etapas del procedimiento en las cortes de justicia y los tribunales.
3. Los Estados Partes convienen en que todo contrato o cualquier otro instrumento privado con efecto jurídico que tienda a limitar la capacidad jurídica de la mujer se considerará nulo.
4. Los Estados Partes reconocerán al hombre y a la mujer los mismos derechos con respecto a la legislación relativa al derecho de las personas a circular libremente y a la libertad para elegir su residencia y domicilio.

El Comité de expertos hizo en 13.º período de sesiones, en 1994, en su Recomendación n.º 21 la siguiente recomendación:
"Cuando la mujer no puede celebrar un contrato en absoluto, ni pedir créditos, o sólo puede hacerlo con el consentimiento o el aval del marido o un pariente varón, se le niega su autonomía jurídica. Toda restricción de este género le impide poseer bienes como propietaria exclusiva y le imposibilita la administración legal de sus propios negocios o la celebración de cualquier otro tipo de contrato. Las restricciones de esta índole limitan seriamente su capacidad de proveer a sus necesidades o las de sus familiares a cargo."